# L'Amant (film)
L'Amant (internationaal bekend als The Lover) is een Franse dramafilm uit 1992 onder regie van Jean-Jacques Annaud. De film is gebaseerd op de semi-autobiografische roman L'Amant van Marguerite Duras. De stem van de verteller in de film wordt verzorgd door Jeanne Moreau.

## Verhaal
Een 15-jarig meisje (Marguerite Duras) woont met haar moeder (Marie Duras), haar oudere broer (Pierre Duras) en haar jongere broer (Paul Duras) in een armoedige woning, nadat haar vader hun door ziekte heeft moeten verlaten. Na de dood van haar man is de moeder met haar kinderen in Indochina gebleven om als onderwijzeres een primair inkomen te verdienen en via de erfenis een rijkdom op te bouwen middels een goede investering in boerenland, maar haar zakelijke vertrouwelingen laten haar in de steek en de wereld van het gezin stort als een lemen hut in elkaar. Het meisje hekelt haar beroerde leven in Sa Đéc, de depressieve staat van haar moeder, het disfunctionele dievengedrag van haar oudere broer, maar voelt enkel een vorm van liefde voor haar jongere broer.
Het jonge meisje steekt – gekleed in een oude, zijden jurk en getooid met een vilthoed – per veerboot de Mekong over, leunend op de railing en dromerig voor zich uit starend. Een goed geklede Chinees stelt zich op naast het verleidelijke meisje, biedt haar een sigaret aan, maar de jonge onschuld wijst het gebaar op vriendelijke wijze af. Aan boord spreken het meisje en de Chinees over haar leven in Indochina en de op de veerboot aanwezige Anne-Marie Stretter, vrouw van de administrateur. De steenrijke Chinees, zoon van een zakenman die door handel in onroerend goed een fortuin heeft verzameld, biedt het straatarme meisje een lift naar Saigon, waar ze tijdens het schooljaar verblijft in het Pensionnat Lyautey en onderwijs volgt op het Lycée Chasseloup-Laubat. Helene Lagonelle laat ze als enige vriendin toe op in haar jonge, fragiele tienerbestaan.
In zijn auto maakt de Chinees voorzichtig het eerste fysieke contact met het meisje door zijn rechterhand op haar linkerhand te plaatsen. Na schooltijd wacht de Chinees de volgende dag buiten de kostschool op het meisje en nodigt haar uit voor een rit naar Chợ Lớn, de Chinese wijk van Saigon, waar hij een "vrijgezellenkamer" huurt voor het vermaken van zijn minnaressen. De Chinees spreekt over zijn angst van haar te houden, maar het meisje raadt hem af enige liefde voor haar te voelen. In anderhalf jaar ontwikkelt zich een verboden, hartstochtelijke affaire waarin een blank meisje haar jonge lichaam ter beschikking stelt aan een oudere Chinees. Het meisje zal binnenkort terugkeren naar Parijs, de Chinees moet een gearrangeerd huwelijk aangaan met een rijke, Chinese erfgename. Haar moeder en haar oudere broer keuren haar relatie met de koloniaal ten zeerste af, maar waar de oudere broer steeds meer walging voor zijn jongere zus voelt, ziet de moeder steeds meer een goede mogelijkheid om via de steenrijke Chinees uit haar financiële dal te geraken. Zijn vader ziet zijn zoon nog liever dood dan samen met een blank meisje.

## Rolverdeling
| Acteur               | Personage                              |
| -------------------- | -------------------------------------- |
| Jane March           | jong meisje (Marguerite Duras)         |
| Tony Leung Ka-Fai    | Chinees                                |
| Frédérique Meininger | moeder (Marie Duras)                   |
| Arnaud Giovaninetti  | oudere broer (Pierre Duras)            |
| Melvil Poupaud       | jongere broer (Paul Duras)             |
| Xiem Mang            | vader Chinees                          |
| Lisa Faulkner        | Helene Lagonelle                       |
| Ann Schaufuss        | Anne-Marie Stretter                    |
| Nguyen Thi Cam Thuy  | bruid                                  |
| Tania Torrens        | schoolhoofd                            |
| Philippe Le Dem      | leraar Frans                           |
| Yvonne Wingerter     | schrijfster (begin) (Marguerite Duras) |
| Raymonde Heudeline   | schrijfster (einde) (Marguerite Duras) |

## Achtergrond

### Productie
Bij het omzetten van Marguerite Duras roman naar een scenario, brachten regisseur Jean-Jacques Annaud en schrijver Gérard Brach enkele wijzigingen aan in het verhaal. Zo veranderden ze de leeftijd van de protagonist van 15½ naar 17, maar probeerden verder de ondertoon uit het originele verhaal te behouden. Net als in het boek wordt geen van de personages bij naam genoemd.
Om een geschikte actrice te vinden voor de hoofdrol, adverteerde Annaud in meerdere steden in de Verenigde Staten en het Verenigd Koninkrijk, bezocht toneelscholen en bekeek meerdere televisieseries. Uiteindelijk was het zijn vrouw die hem het Britse model Jane March aanraadde, nadat ze haar foto had gezien in een tienertijdschrift.
Voordat de opnames van start gingen, bezocht Annaud Ho Chi Minhstad om de omgeving waar het boek zich afspeelt nader te bekijken. Hij was echter zwaar teleurgesteld over wat hij aantrof, met name de toestand van zijn hotel. Hij was dan ook niet van plan de film in Vietnam op te nemen en begon al te zoeken naar geschikte filmlocaties in Thailand, Maleisië en de Filipijnen. Na een jaar besloot hij toch maar in Vietnam zelf te filmen. Daarmee was L'Amant de eerste westerse film die in Vietnam werd opgenomen sinds de val van Saigon in 1975.
De opnames begonnen op 14 januari 1991, twee maanden voor March’ 18e verjaardag. De filmploeg werd welkom geheten in Vietnam door de overheid, en kreeg zelfs een helikopter ter beschikking. Wel moest de ploeg alle scenario's en storyboards bespreken met de overheden. De seksuele scènes moesten worden opgenomen in Parijs. In totaal was de ploeg 135 dagen bezig om de film te voltooien.

### Uitgave en ontvangst
Een preview van L'Amant werd vertoond in Saigon, en werd goed ontvangen door het testpubliek. De première was in Frankrijk op 22 januari 1992. Op 19 juni dat jaar volgde de Engelse première in het Verenigd Koninkrijk. In Amerika kreeg de film in de originele versie van de Motion Picture Association of America een NC-17 rating.
Van Amerikaanse critici kreeg de film vooral negatieve reacties. Op Rotten Tomatoes scoort de film 33% aan goede beoordelingen. Vincent Canby van de New York Times prees de film echter. Roger Ebert van de Chicago Sun-Times vergeleek de film met Emmanuelle en het tijdschrift Playboy.

## Prijzen en nominaties
- In 1993 won L'Amant een César voor beste filmmuziek. De film werd voor nog 5 andere Césars genomineerd.
- Datzelfde jaar won de film een Golden Reel Award voor beste geluidsmontage.
- De film werd genomineerd voor een Academy Award voor beste cinematografie, en een Japanse Academy Award voor beste buitenlandse film.